# 比 (哈薩克)
比是哈薩克汗國的統治階層，地位在速檀（蘇丹）之下。
他們等於其他突厥部落中的貝伊，也是部中的法官。
但他們的地位不是世襲，在十八世紀準噶爾入侵時他們因可汗的集權政策地位提升了。